# Dark secrets of the urban underground
Dark secrets of the urban underground is een studioalbum van Gert Emmens. Het werd opgenomen in de periode december 2017 tot en met april 2018 in zijn eigen geluidsstudio in Hilversum. Het liet zich gezien de platenhoes inspireren door het Watersnoodmuseum te Ouwerkerk en fort Pampus. Op de hoes prijken de geschakelde caissons van het Watersnoodmuseum. De muziek bestaat uit elektronische muziek gerelateerd aan de Berlijnse School voor elektronische muziek met invloeden van de progressieve rock. 

## Musici
- Gert Emmens – synthesizers, Washburn gitaar, drumstel (Emmens is van origine drummer)

## Muziek
| Nr. | Titel                             | Duur  |
| --- | --------------------------------- | ----- |
| 1.  | The underground labyrinth         | 12:11 |
| 2.  | A message, written on the wall    | 11:59 |
| 3.  | Discovering you’re not alone      | 11:25 |
| 4.  | Dark secrets revealing themselves | 10:37 |
| 5.  | Lost in fear                      | 11:16 |
| 6.  | Run for your life                 | 11:22 |
| 7.  | Where spirits hide                | 11:05 |